# Louvigné-de-Bais
Louvigné-de-Bais (bret. Louvigneg-Baez) – miejscowość i gmina we Francji, w regionie Bretania, w departamencie Ille-et-Vilaine.
Według danych na rok 1990 gminę zamieszkiwało 1209 osób, a gęstość zaludnienia wynosiła 79 osób/km² (wśród 1269 gmin Bretanii Louvigné-de-Bais plasuje się na 503. miejscu pod względem liczby ludności, natomiast pod względem powierzchni na miejscu 654.).